# Steve Pascolo
Steve Pascolo es un investigador francés y uno de los tres cofundadores de CureVac, de la que fue director científico desde 2000 (fecha de creación) hasta 2006.
Ha dedicado una parte importante de su vida profesional al desarrollo de la tecnología de las vacunas de ARNm (ARN mensajero), especialmente contra el cáncer.
Ahora trabaja como inmunólogo e investigador en el Hospital Universitario de Zúrich y dirige la plataforma de ARNm de la URPP para la investigación del cáncer.
También es director general de la empresa suiza Miescher Pharma GmbH en Zúrich.

## Vida temprana y educación
Steve Pascolo nació el 31 de diciembre de 1970 en Pont-Sainte-Maxence, Francia. Su padre era obrero. Se licenció en biología en la École normale supérieure (París). 

## Carrera
A continuación, realizó su tesis1 (doctorado) dirigida por el profesor François Lemonnier en el Instituto Pasteur (1998) que dio lugar a la invención del modelo de ratón, los ratones HHD (ratones humanizados).
Se marchó para unirse al profesor Hans-Georg Rammensee en su posdoctorado en la Universidad de Tubinga. El profesor Rammensee investigaba sobre diversas terapias contra el cáncer.
A mediados de los años 90, el profesor Eli Gilboa había demostrado que el ARNm producido in vitro y transferido in vitro a células inmunitarias (células dendríticas que desencadenan respuestas inmunitarias) podía utilizarse como vacuna. Este método, aunque difícil y costoso (hay que cultivar células sanguíneas durante una semana, obtener células dendríticas, transfectarlas con ARNm y luego reinyectarlas en el organismo), era muy popular a finales de los 90 y en todas partes se creaban estructuras para aplicarlo.
El profesor Hans-Georg Rammensee, al oír hablar de los resultados de Gilboa en una reunión en Israel en febrero de 1996, pensó en utilizar inyecciones directas de ARNm y dio el tema de su tesis a un nuevo estudiante: Ingmar Hoerr. Éste hizo pruebas y descubrió que el ARNm desnudo o en partículas funcionaba como vacuna en ratones.
De hecho, estas actividades iniciales ya habían sido realizadas por el francés Frédéric Martinon en 1993. Frédéric Martinon y sus colegas habían demostrado que un liposoma que contenía un ARNm que codificaba la nucleoproteína (NP) del virus de la gripe inducía una respuesta inmunitaria en ratones.
A raíz de las actividades de Ingmar Hoerr, que confirmaron que era posible producir una respuesta vacunal con ARN mensajeros, dejó el laboratorio de la Universidad de Tubinga para hacer un máster en Austria en la Universidad del Danubio de Krems (1999-2000).
Steve Pascolo probó la técnica desarrollada por Ingmar y, a partir de 1998, desarrolló vacunas basadas en la inyección directa in vitro de ARN mensajero (ARNm ivt para transcrito in vitro). Aprecia su seguridad: una vez inyectados, los ARNm penetran en las células permitiendo la expresión de la proteína deseada o son degradados muy rápidamente por el organismo.
Ingmar Hoerr tuvo entonces la idea de crear la empresa Curevac, de la que sería el director general, y se rodeó de Steve Pascolo como CSO, que dirigió la investigación científica, y de Florian Van der Mulbe como COO. El profesor Günther Jung es el director científico.
Hans-Georg Rammensee pronto se convirtió en miembro del equipo fundador de Curevac.
Steve Pascolo desarrolló el primer centro farmacéutico del mundo para la producción de ARN mensajero in vitro y dirigió sus operaciones científicas.
En Curevac, eliminó las barreras técnicas al uso del ARN mensajero en las vacunas, ya que los experimentos iniciales tuvieron éxito pero las respuestas inmunitarias producidas fueron insuficientes.
En 2003, presentó una patente sobre la vacuna de ARNm junto con el Instituto Pasteur de París y comparó la eficacia relativa de las vacunas de ARNm con las de ADN.
Las vacunas de ARNm todavía necesitan ser optimizadas porque las respuestas inmunitarias son menores que las obtenidas con las vacunas de ADN.
Entonces, en 2003, Steve Pascolo desarrolló el primer estudio clínico en humanos del mundo. Convencido de la seguridad de esta terapia, se convirtió en el primer humano al que el médico Benjamin Weide inyectó ARN mensajero que expresaba luciferina (una proteína que normalmente produce una mosca: la luciérnaga).
En 2006, Steve Pascolo dejó Curevac para unirse a la Universidad de Zúrich, donde optimizó los protocolos de quimioterapia contra el cáncer y continuó su trabajo sobre las vacunas de ARN mensajero.
En 2008, sus estudios clínicos en humanos demostraron la seguridad de una vacuna intradérmica de ARNm en el cáncer renal. En 2009, él y Weide et al. probaron el mismo tipo de vacuna, esta vez contra el melanoma, pero no lograron demostrar su eficacia. También trabajó en el reposicionamiento de antiguas moléculas para evaluar su eficacia, especialmente la cloroquina.
Sus consejos de experto fueron seguidos posteriormente por varios investigadores que trabajan con el ARN in vitro (ya sea para aplicaciones vacunales o no vacunales).
En 2020, con la pandemia vinculada al Covid, las vacunas de ARN mensajero recibieron un renovado interés y estuvieron en el punto de mira por una de sus características: la rapidez de preparación. Steve Pascolo fue invitado a aparecer en varios programas de televisión y en diversos periódicos de Francia, Suiza y Alemania para responder a la desconfianza que suscita esta tecnología, de la que algunos dicen que es "demasiado rápida para tener éxito" y que, sin embargo, es el resultado de más de 20 años de investigación.
En 2021, publicó Vacunas basadas en el ARN mensajero sintético: del desprecio al bombo.

## Patentes
Steve Pascolo tiene más de 25 patentes por sus descubrimientos.
Sus patentes se han ampliado:
- Aptámeros reclutadores del factor de iniciación 4 eucariótico para mejorar la traducción (WO2019081383)[22]
- Anticuerpo codificado por ARN (US20100189729)[23]
- Adyuvante en forma de ácido nucleico modificado con lípidos (US20070280929)[24]
- Terapia combinada para la inmunoestimulación (US2017000870A1)[25]
- Transfección de células sanguíneas con ARNm para la estimulación inmunológica y la terapia génica (US201113174081)[26]

- Nueva preparación inmunogénica, útil para preparar una composición para tratar o prevenir infecciones causadas por el VIH, el virus de la hepatitis B o C, el virus del sarcoma de Rous o la neumonía por clamidia (FR2845918)[27]

- Inmunoestimulación mediante ARN químicamente modificado (US20170211068A1)[28]
- Preparaciones inmunogénicas y vacunas a base de ARNm (WO2003059381A2)[29]
- Composición farmacéutica que contiene un ARNm estabilizado y optimizado para la traducción en sus regiones codificantes (US20190134222)[30]
- Partículas inmunoestimulantes citotóxicas y usos de las mismas (US20180289797)[31]

## Capítulos de libros
- “Biolistic DNA Delivery: Methods and Protocols” of the book series "Methods in Molecular Biology". 2013. Chapter "Enhancement of gene gun-induced vaccine-specific cytotoxic T cell response by administration of chemotherapeutic drugs"[32]

- Handbook of Experimental Pharmacology 183 by Stefan Bauer and Gunther Hartmann. Springer. 2008. Chapter “Vaccination with messenger RNA (mRNA)”[33]

- Handbook of Genomic Medicine by Geoffrey Ginsburg. 2008. Chapter “Cancer vaccines: Some basic considerations” by Hans-Georg Rammensee, Harpreet Singh, Niels Emmerich, and Steve Pascolo.[34]

- Handbook of Pharmaceutical Biotechnology (ed. S.C. Gad), John Wiley & Sons, Inc., Hoboken; NJ, USA. 2007. Chapter “Plasmid DNA and Messenger RNA for Therapy”.[35]

- Drug Discovery Handbook by Shayne Cox Gad. Wiley&Sons. 2005. Chapter “RNA-based therapies”[36]

## Publicaciones seleccionadas
- Steve Pascolo. "Time to use a dose of Chloroquine as an adjuvant to anti-cancer chemotherapies". European Journal of Pharmacology.[37]

- Steve Pascolo. "The messenger's great message for vaccination". Journal of Expert review of vaccination.[38]

- Steve Pascolo. "Enhancement of Gene Gun-Induced Vaccine-Specific Cytotoxic T-Cell Response by Administration of Chemotherapeutic Drugs,  Journal of Biolistic DNA Delivery.[32]

- S Pascolo. "Commenting on communicator RNA". Gene therapy.[39]

- Steve Pascolo. "Vaccination with Messenger RNA (mRNA)". Toll-like receptors (TLRs) and Innate Immunity.[33]

- Steve Pascolo. "HLA class I transgenic mice: development, utilization, and improvement". Journal of Expert Opinion on Biological therapy.[40]

- Steve Pascolo,  Florent Ginhoux,  Nihay Laham,  Steffen Walter,  Oliver Schoor, Jochen Probst,  Pierre Rohrlich,  Florian Obermayr,  Paul Fisch,  Olivier Danos, Rachel Ehrlich,  Francois A. Lemonnier,  Hans-Georg Rammensee. "The non-classical HLA class I molecule HFE does not influence the NK-like activity contained in fresh human PBMCs and does not interact with NK cells". International Immunology.[41]

- Steve Pascolo. "Messenger RNA-based vaccines". Journal of Expert Opinion on Biological therapy.[42]